# Cavall català
El cavall català fou una raça de cavalls ja extinta que havia estat pròpia de Catalunya. El seu origen era remot i estava emparentat amb els cavalls del sud de la península Ibèrica, essent l'avantpassat del cavall mallorquí i del cavall menorquí, i era de capa negra.
Es va extingir cap al primer terç del segle xx fonent-se amb cavalls de tir hipermètrics com els bretons, els de Comtois i els d'Ardenesa, donant lloc a l'actual Agrupació hipermètrica pirinenca. Actualment l'Associació del cavall de tir Català en promou la recuperació a partir de les poques desenes d'animals que mantenen les característiques pròpies d'aquesta raça, com el seu pelatge negre.